# Disco de cifra

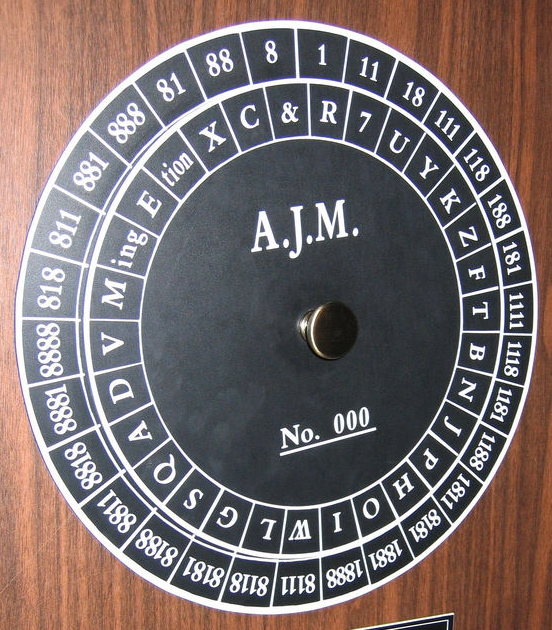
O Disco de criptografia da Union (Guerra Civil Americana) tinha 3,75 polegadas (95 mm) de diâmetro e era feito de papel cartão amarelo claro. Consistia em dois discos concêntricos de tamanhos desiguais girando em um pivô central. Os discos foram divididos ao longo de suas bordas externas em 30 compartimentos iguais. O disco interno menor continha letras, terminações e pausas de palavras, enquanto o disco externo continha grupos de números de sinais. Para facilitar o reconhecimento, o número oito representava dois. As iniciais A.J.M. representam o Chief Signal Officer General Albert J. Myer. Cada disco tinha um número de controle usado para prestação de contas.

O cipher disk (Disco de Cifra ou Código) era uma ferramenta de codificar e decifrar (decodificar) desenvolvida em 1470 pelo arquiteto e autor italiano Leon Battista Alberti, que construiu um dispositivo chamado de disco cifrado de Alberti (que criou também uma cifra polialfabética) que consiste em duas placas circulares concêntricas montadas uma em cima da outra. A placa maior é chamada de "estacionária" e a menor de "móvel", uma vez que a menor poderia se mover em cima da placa "estacionária".". A primeira forma do disco tinha placas de cobre e apresentava o alfabeto em sequência tradicional inscrito na borda externa de cada disco em células divididas igualmente ao longo da circunferência do círculo. Isso permitia que os dois alfabetos se movessem em relação um ao outro, criando algo fácil de se usar. Em lugar de se usar uma tabela complicada e impraticável indicando o método de criptografia, pode-se usar o disco de criptografia muito mais simples. Isso tornou a criptografia e a descriptografia mais rápidas, mais simples e menos sujeitas a erros.

## Métodos de criptografia
O disco de criptografia pode ser usado de duas maneiras. O código pode ser uma substituição monoalfabética consistente para a cifra inteira ou os discos podem ser movidos periodicamente por toda a cifra, tornando-a polialfabética. Para um uso monoalfabético, o remetente da mensagem e quem a recebe concordariam previamente numa configuração de chave cifra (por exemplo, o "G" no alfabeto regular seria posicionado próximo ao "Q" em o alfabeto cifrado). A mensagem inteira é então codificada de acordo com esta chave.
Além de cifras de substituição simples, o disco de cifras abriu o caminho para cifras polialfabéticas convenientes. Uma maneira fácil de fazer isso é o remetente e o destinatário concordarem que, com um determinado número de caracteres na mensagem, a escala seria deslocada um caractere para a direita, repetindo o procedimento a cada (exemplo) décima letra. Isso tornaria mais difícil quebrar, usando [método estatísticos.

## Variações

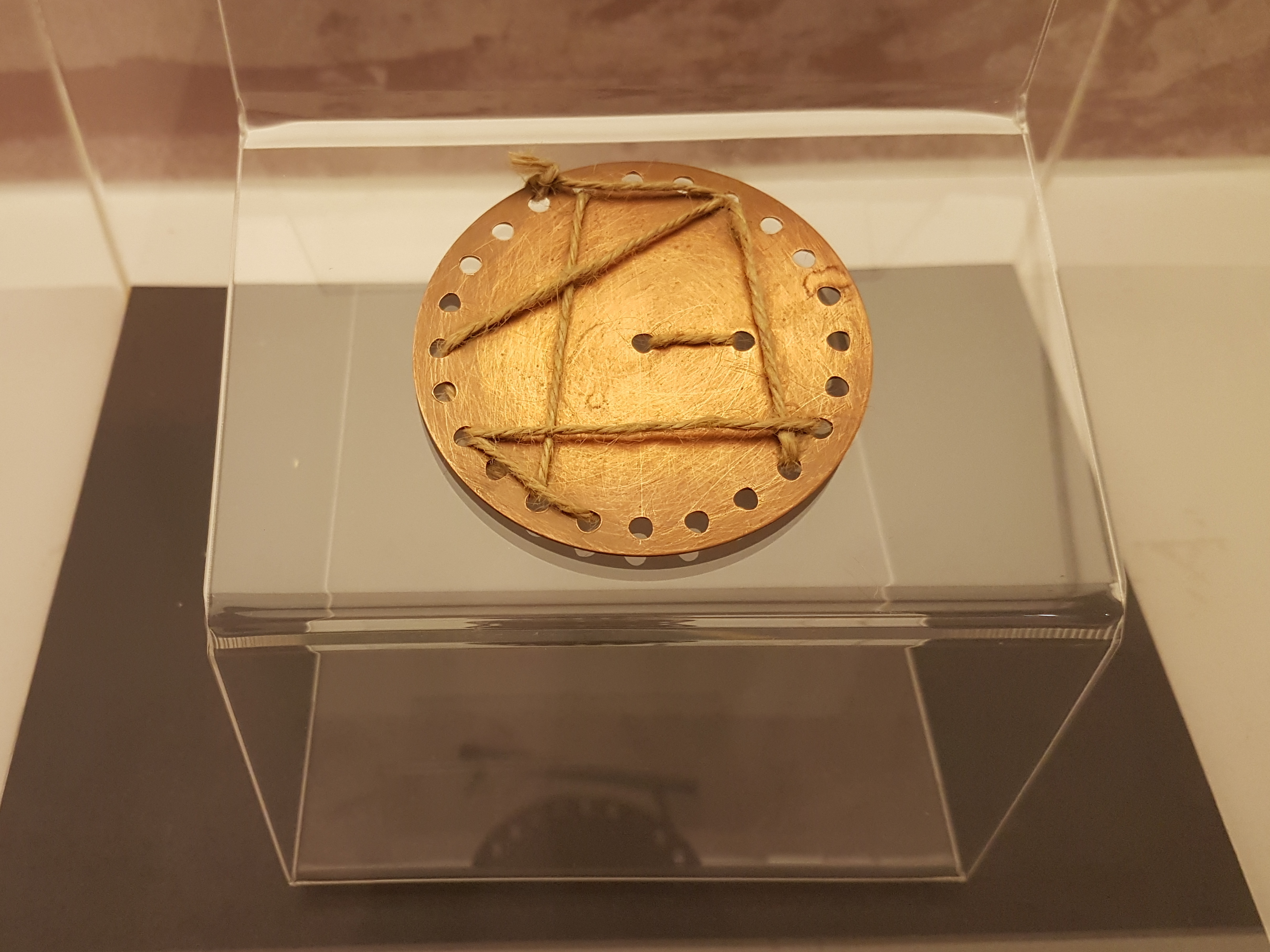
Reconstrução de um disco de cifra de Aeneas, século V a.C., Centro de Ciências e Museu de Tecnologia de Salônica

Os diversos discos de criptografia tinham algumas pequenas variações no design básico. Em vez de letras, ocasionalmente usariam combinações de números no disco externo com cada combinação correspondendo a uma letra. Para tornar a criptografia especialmente difícil de quebrar, um disco de criptografia avançado usaria apenas combinações de dois números. No entanto, em vez de 1 e 2, 1 e 8 foram usados, pois esses números parecem iguais de cabeça para baixo (como as coisas geralmente estão em um disco de criptografia) e do lado direito para cima. Isso pode ser visto no disco “Union” visto acima.
Os discos de criptografia também adicionarvam símbolos adicionais para combinações de letras comumente usadas, como (ex. em língua inglesa "ing", "tion" e "ed". Símbolos também foram frequentemente adicionados para indicar "e" no final de uma palavra.

## Pontos fracos
Ao codificar uma mensagem usando um disco de criptografia, um caractere sempre é usado para significar "fim da palavra". A frequência do referido caractere é anormalmente alta e, portanto, facilmente detectada.  Se esse caractere, entretanto, for omitido, as palavras serão executadas juntas e levará muito mais tempo para o destinatário ler a mensagem. Para remediar isso, alguns discos de criptografia agora têm vários caracteres que representam "fim da palavra". Da mesma forma, um disco de codificação também pode ter vários caracteres que podem ser usados para a letra "E" (a letra mais comum em Inglês) de modo que, em vez de ter um caractere com uma frequência alta de presença (E), aproximadamente 13%, haveria dois caracteres que representariam "e" - cada um com uma frequência de 6% ou mais. Os usuários também podem usar uma palavra-chave para que todos os caracteres, incluindo a letra E, sejam alterados em todo o texto cifrado.

## Cultura popular
Desde a década de 1930, os discos de criptografia são rotulados como "decodificadores" e são usados como novidades. Muitos dos discos de criptografia que eram itens curiosos eram chamados de "anéis decodificadores secretos."